# 22 ميل (فلم)
22 ميل (بالإنجليزية: Mile 22) هو فيلم حركة وإثارة تم انتاجه في الولايات المتحدة، صدر سنة 2018، من بطولة مارك والبيرغ، أيكو أويس وروندا روزي.

## القصة
ضابط مخابرات أمريكي بارع، يحاول بمعاونة وحدة قيادة تخطيطية سرية للغاية أن يقوم بتهريب ضابط شرطة غامض – بحوزته معلومات حساسة – لخارج البلاد.

## الميزانية والإيرادات
كلف الفيلم ميزانية 35 إلى 60 مليون دولار أمريكي وحقّق أرباحًا تقدّر بـ 60 مليون دولار أمريكي.

## وصلات خارجية
- مقالات تستعمل روابط فنية بلا صلة مع ويكي بيانات

- 22 ميل على IMDb
- 22 ميل على Rotten Tomatos
- 22 ميل على AllMovie
- 22 ميل على Metacritic

لا توجد روابط لمواقع التواصل الاجتماعي.